# Una voz en el teléfono
Una voz en el teléfono fue una exitosa telenovela argentina de 1990 producida por Canal 9 Libertad. Escrita por Alberto Migré. Protagonizada por Raúl Taibo y Carolina Papaleo. Coprotagonizada por Ivo Cutzarida, Alejandra Darín, Juan Darthés, Miguel Jordán, Daniel Lemes, Laura Novoa, Susana Ortiz, Mabel Pessen, Dora Prince y  Adriana Salonia. También, contó con las actuaciones especiales de Elizabeth Killian y los primeros actores Duilio Marzio y Adriana Gardiazábal. El libreto se basó en un radioteatro famoso de finales de los años 50,  0597 da ocupado, cuyos protagonistas fueron Hilda Bernard y Fernando Siro.
La telenovela se convirtió en todo un éxito de la televisión de Argentina de principios de década de los 90, llegando a altos índices de audiencias que produjeron la consagración de sus protagonistas Raúl Taibo y Carolina Papaleo. Fue tal el éxito que Alberto Migré se vio obligado a agregar capítulos para extender la duración de la novela. Es considerada una de las telenovelas más exitosas de la televisión de  Argentina y una de las más recordadas por el público, no solo por su historia, sino también por la cortina musical de la misma, "Una lágrima sobre el teléfono", del cantante Paz Martínez  que se convirtió en un himno de aquellos años y en un clásico musical.

## Argumento
Lautaro Lamas (Raúl Taibo), es un famoso y exitoso compositor de canciones. Un día, la tragedia llama a su puerta, cuando su esposa muere de manera inesperada convirtiéndose en un joven viudo con una hija pequeña. En su casa convive junto a su padre Guido Lamas (Duilio Marzio) y su cuñada Nené (Alejandra Darin) que está secretamente enamorada de él. Luego de la muerte de su mujer, Lautaro comienza a beber de manera desmedida y a transformarse en un mujeriego empedernido, trabando relación con varias mujeres, causas que producen un alejamiento con su hija. Con el paso del tiempo, Lautaro logra salir del alcohol, con ayuda de su padre y cuñada, además de reencausar la relación con su hija, y comienza una relación formal con Nélida Guzmán (Adriana Salonia) una bella pero celosa y neurótica vecina.
Ana Oromí (Carolina Papaleo), es una menor que han culpado de un crimen que no cometió, y está internada en un reformatorio cuya administradora es Silvia Najera Elizondo (Elizabeth Killian). En este reformatorio, Ana toma el lugar de la telefonista y un día sin advertirlo cruzará la línea con Lautaro, comenzando una particular y romántica historia de amor.

## Elenco
- Raúl Taibo como Lautaro Lamas.
- Carolina Papaleo como Ana Oromi.
- Duilio Marzio como Guido Lamas.
- Elizabeth Killian como Silvia Najera Elizondo.
- Ivo Cutzarida como Santiago.
- Alejandra Darín como Nené.
- Juan Darthés como Daniel Torres.
- Miguel Jordán como Padre Gastón.
- Daniel Lemes como Padre Miguel.
- Laura Novoa como Verónica Vitale.
- Mabel Pessen como Bernardita.
- Dora Prince como Sor Karen.
- Adriana Salonia como Nélida Guzman.
- Andrea Acatto como Cintya Castro.
- Romina Bongiovani como interna.
- Victoria Carreras como Daniela.
- Lisandro Carret como Nolo.
- Vita Escardó como Nara Riglos.
- Adriana Gardiazábal como Delmira.
- Alfredo Iglesias como Monseñor Arce.
- Susana Monetti como Dra. Portela
- Susana Ortiz como Yolanda.
- Marcelo Taibo como Emilio.
- Rita Terranova como Verónica.
- Vanina Quiroga
- René Bertrand
- Gabriela Peret
- Anahí Martella
- Lorena Bredeston
- Carlos Mena
- Carlos Zárate
- EQUIPO TÉCNICO:
- Autor: Alberto Migré
- Sonido: Hugo García - Francisco Nigro
- Escenografía: Rubén Greco - Ponchi Morpurgo
- Ilumianción: Juan Carlos Suárez
- Edición: Fernando Banús
- Asistente de dirección: Luis Nuñez
- Producción: Mario Santa Cruz - Claudio Paz
- Coordinación artística: Alejandra Lustrini
- Diseño de dirección: Martín Clutet
- Dirección de exteriores: José Antonio Vellido
- Dirección: Jorge Montero
- Tema musical: Una voz en el teléfono por Paz Martínez

## Banda sonora
La cortina musical de la telenovela era "Una lágrima sobre el teléfono", canción compuesta por el cantante Paz Martínez. El tema se convirtió en un éxito de aquellos años y sigue sonando hasta la actualidad. Otro de los temas centrales estaba interpretado por Marilina Ross quien ya había trabajado con el autor Alberto Migré en 1975 en Piel naranja.

## Versiones
- Una voz en el teléfono es un refrito de la argentina 0597 da ocupado, realizada por Teleteatro en 1950, producida por Alberto Migré, autor de la misma y protagonizada por Hilda Bernard y  Fernando Siro.
- En 1956 se realizó otra versión llamada "El 0597 está ocupado", primera telenovela de origen colombiano realizada por Producciones PUNCH y Televisión Nacional de Colombia, producida por Manuel Medina Meza y protagonizada por John Gil y Rosita Alonso.
- En Brasil fue hecha dos versiones, la primera en 1963 bajo el nombre de 2-5499 Ocupado protagonizada por Glória Meneses y Tarcisio Meira por TV Excelsior y la segunda por Red Record bajo el título Louca Paixão (Loca pasión), protagonizada por Mauricio Mattar y Karina Barum.
- La productora mexicana Televisa realizó en 1997 otra versión bajo el título Alguna vez tendremos alas, producida por Florinda Meza y protagonizada por Humberto Zurita y Kate del Castillo.

## Premios y nominaciones
| Año  | Premios               | Categoría                       | Nominados              | Resultado |
| ---- | --------------------- | ------------------------------- | ---------------------- | --------- |
| 1990 | Premios Martín Fierro | Mejor telenovela/ficción diaria | Una voz en el teléfono | Ganadora  |

- Datos: Q6155921